# Communauté de communes du canton de Beuzeville
La communauté de communes du Canton de Beuzeville est une ancienne communauté de communes française, située dans le département de l'Eure et dans la région Normandie.

## Histoire
La communauté de communes du Canton de Beuzeville fusionne au 1er janvier 2017 avec le pays de Honfleur située dans le Calvados pour former la nouvelle communauté de communes du Pays de Honfleur-Beuzeville .

## Composition
Elle regroupe 16 communes :
| Commune                       | Population 1999 | Code postal | Code INSEE |
| ----------------------------- | --------------- | ----------- | ---------- |
| Berville-sur-Mer              | 431             | 27210       | 27064      |
| Beuzeville                    | 3 097           | 27210       | 27065      |
| Boulleville                   | 793             | 27210       | 27100      |
| Conteville                    | 726             | 27210       | 27169      |
| Fatouville-Grestain           | 536             | 27210       | 27233      |
| Fiquefleur-Équainville        | 563             | 27210       | 27243      |
| Fort-Moville                  | 312             | 27210       | 27258      |
| Foulbec                       | 467             | 27210       | 27260      |
| La Lande-Saint-Léger          | 208             | 27210       | 27361      |
| Manneville-la-Raoult          | 416             | 27210       | 27384      |
| Martainville                  | 216             | 27210       | 27393      |
| Saint-Maclou                  | 463             | 27210       | 27561      |
| Saint-Pierre-du-Val           | 456             | 27210       | 27597      |
| Saint-Sulpice-de-Grimbouville | 142             | 27210       | 27604      |
| Le Torpt                      | 267             | 27210       | 27646      |
| Vannecrocq                    | 110             | 27210       | 27671      |